# Стар Трек: Възмездието
„Стар Трек: Възмездието“ (на английски: Star Trek: Nemesis) е американски научнофантастичен филм от 2002 г. от поредицата „Стар Трек“ и последният филм за капитан Жан-Люк Пикар и неговия екипаж, познати като Следващото поколение. Режисиран от Стюард Баирд по сценарий на Джон Логан и Джийн Родънбъри, филмът разкрива още едно изумително приключение на звездолета Enteprise и неговия екипаж.

## Сюжет
На път за Луната, където ще бъде меденият месец на първия офицер Уилям Райкър и неговата годеница съветник Диана Трой, те и екипажа на борда на звездолета Enterprise-E, са изпратени в Неутралната зона по границата с Ромуланската империя, където намират андроид близнак на лейт. Дейта. Веднага след това те незабавно са изпратени на Ромул, където новият претор Шинзон – хуманоид, клонинг на кап. Пикар, живеещ на робската планета Ремус – показва признаци на желание за мир с Федерацията. Но тогава екипажът забелязва вмъкване в компютърните системи на Enterprise и Пикар е заловен от жителите на Ремус заради нуждата на Шинзон от нов генетичен материал от капитана. Пикар и екипажът му могат да избягат единствено удряйки „насляпо“ (тъй като не знаят къде са нейните слаби места) напълно маскираната „Бойна птица“ на Шинзон, който замисля пълното унищожение на Земята.

## Филми от поредицата за „Стар Трек“
Поредицата „Стар Трек“ включва 14 филма:
- „Стар Трек: Филмът“ (1979)
- „Стар Трек II: Гневът на Хан“ (1982)
- „Стар Трек III: В търсене на Спок“ (1984)
- „Стар Трек IV: Пътуване към вкъщи“ (1986)
- „Стар Трек V: Последната граница“ (1989)
- „Стар Трек VI: Неоткритата страна“ (1991)
- „Стар Трек: Космически поколения“ (1994)
- „Стар Трек VIII: Първи контакт“ (1996)
- „Стар Трек: Бунтът“ (1998)
- „Стар Трек: Възмездието“ (2002)
- „Стар Трек“ (2009)
- „Пропадане в мрака“ (2013)
- „Стар Трек: Отвъд“ (2016)
- „Стар Трек: Секция 31“ (2025)